# Euler Math Toolbox
Euler (Euler Mathematical Toolbox または EuMathT) は数値計算パッケージであり、オープンソースかつ自由ソフトウェアである。行列演算構文やノートブック形式のインターフェイスを備え、プロットを描画することもできる。
Euler は実数、複素数、離散値、ベクトル、行列を扱うことができる。また 2D/3D プロットを行うこともでき、数式処理システムとして Maxima を使うことができる。Euler は Windows で実行することができる。Unix および Linux 版では計算機代数システムを内蔵していない。

## 開発の経緯
Euler Math Toolbox は元々、1988年に Atari ST 用に開発され、当時は単に Euler という名前だった。しかしインターネット上では Euler という名前は他にも多く使われていて、まぎらわしかったため、現在の名前に変更された。開発の目的は、数値計算アルゴリズムの検証と計算結果の可視化、および学校の授業で使えることであった。Euler Math Toolbox は、ほぼ同時期に開発が始まった MATLAB と似た行列演算の構文を備えている。その当時から現在まで、開発は独アイヒシュテット・インゴルシュタット・カトリック大学の René Grothmann が主に行っている。2007年には Euler は Maxima と統合された。Maxima とやりとりするための機能が追加され、Euler の数値計算エンジンと融合を図っている。しかし Euler 自体の開発目的はつまるところ、微分積分学に関する高度な計算を行うことであると言える。